# Hæren i arbejde (dokumentarfilm fra 1961)
 For alternative betydninger, se Hæren i arbejde (dokumentarfilm fra 1945).
Hæren i arbejde er en dokumentarfilm instrueret af Ib Dam efter manuskript af Hans Hansen.

## Handling
Det daglige arbejde inden for hæren kan i sin mangfoldighed være vanskeligt af overse for en udenforstående, men hver øvelse er led i en nøje koordineret helhedsplan, der tager sigte på at opretholde og udbygge hærens størst mulige effektivitet. Filmen viser, hvorledes hærens arbejde aldrig ligger stille, men foregår systematisk døgnet rundt.